# مشيخا
مشيخا هي إحدى القرى اللبنانية من قرى قضاء المتن في محافظة جبل لبنان.